# Schwere SS-Panzerabteilung 103
Lo schwere SS-Panzer-Abteilung 103, comunemente abbreviato in s.SS-Pz. Abt. 103, rinominata nel 1944 come schwere SS-Panzer-Abteilung 503 facente parte del III SS-Panzerkorps (germanisches), fu una delle principali unità corazzate d'elite delle Waffen-SS e venne impegnata su diversi fronti come forza di pronto intervento.
Creato il 1º luglio 1943 dal II. Abteilung dell'SS-Panzer-Regiment 11 della divisione "Nordland" venne inviato in Jugoslavia per fronteggiare le formazioni partigiane di Tito con ruolo di fanteria, e solamente verso la fine del novembre 1943 venne definitivamente convertito in uno schwere Panzerabteilung.
Trasferito nei Paesi Bassi all'inizio del 1944, venne via via equipaggiato con i Panzer VI Tiger II e per questo rinominato schwere SS-Panzer-Abteilung 503. Trasferito sul Fronte Orientale sotto il comando del Gruppo d'armate Vistola (Heeresgruppe Weichsel), dove combatté contro le forze sovietiche fino al termine della guerra. L'ultima menzione dell'unità, del 15 aprile 1945, riportava in 12 il numero di carri Tiger II ancora a disposizione, dei quali 10 operativi.

## Comandanti[1]
- SS-Sturmbannführer Otto Paetsch (1º luglio 1943 - 4 febbraio 1944)
- SS-Obersturmbannführer Otto Leiner (4 febbraio 1944 - 18 gennaio 1945)
- SS-Sturmbannführer Fritz Herzig (18 gennaio 1945 - 8 maggio 1945)